# 韦恩多夫
韦恩多夫是奥地利施泰尔马克州格拉茨城郊县的一个市镇。总面积6.23平方公里，总人口2081人，人口密度334.0人/平方公里（2005年）。